# Governo Fiala
Il Governo Fiala è il ventiduesimo esecutivo della Repubblica Ceca. È un governo di coalizione composto dai partiti ODS, STAN, KDU-ČSL, TOP 09 e, fino al 1º ottobre 2024, anche dal PIRÁTI.

## Storia

### Incarico
Il Primo ministro Petr Fiala, leader di ODS, ha ricevuto l'incarico dal presidente della Repubblica Ceca Miloš Zeman e ha giurato in data 28 novembre 2021. L'intera compagine di governo è stata nominata ed è entrata in carica il 17 dicembre 2021. La questione di fiducia è stata presentata al Parlamento ceco, e concessa, il 13 gennaio 2022.

### Controversia sulla nomina di Lipavský
Durante il processo di formazione dell’esecutivo, sebbene la compagine di governo fosse già stata annunciata, il Presidente della Repubblica Miloš Zeman si espresse negativamente circa la nomina di Jan Lipavský (PIRÁTI) all'incarico di Ministro degli Affari esteri, alla luce di divergenze politiche e della presunta mancanza di qualifiche dell'esponente del Partito Pirata. 
Ciò ha, conseguentemente, scatenato ben presto un dibattito tra costituzionalisti cechi circa le prerogative del Presidente in fatto di nomina dei ministri, tanto che addirittura il Primo ministro Petr Fiala dichiarò di essere pronto ad adire la Corte costituzionale qualora la nomina di Lipavský a ministro non fosse stata concessa.
Alla fine tale scontro si è risolto, con una ritrazione del Presidente, il quale ha nominato tutti i ministri proposti da Fiala, senza alcuna variazione, il 17 dicembre 2021, permettendo così al governo di entrare in carica.

### Uscita dei Pirati dalla coalizione
In seguito ad un risultato deludente alle elezioni locali e ad alcuni dissidi interni con il Primo ministro Petr Fiala, il 30 settembre 2024 è stato rimosso dall’incarico il leader dei Pirati, Ivan Bartoš, portando così conseguentemente, il 1º ottobre 2024, all’uscita del partito dal governo.

## Compagine di governo

### Appartenenza politica
L’appartenenza politica al momento del giuramento del governo poteva così riassumersi:
| Partito | Partito                                                                  | Presidente | Ministri | Totale |
| ------- | ------------------------------------------------------------------------ | ---------- | -------- | ------ |
|         | Partito Democratico Civico (ODS)                                         | 1          | 5        | 6      |
|         | Sindaci e Indipendenti (STAN)                                            | —          | 4        | 4      |
|         | Unione Cristiana e Democratica - Partito Popolare Cecoslovacco (KDU-ČSL) | —          | 3        | 3      |
|         | Partito Pirata Ceco (PIRÁTI)                                             | —          | 2        | 2      |
|         | Tradizione Responsabilità Prosperità 09 (TOP 09)                         | —          | 2        | 2      |
| Totale  | Totale                                                                   | 1          | 16       | 17     |

Al momento dell’uscita dalla coalizione di governo del Partito Pirata Ceco (PIRÁTI):
| Partito | Partito                                                                  | Presidente | Ministri | Totale |
| ------- | ------------------------------------------------------------------------ | ---------- | -------- | ------ |
|         | Partito Democratico Civico (ODS)                                         | 1          | 5        | 6      |
|         | Sindaci e Indipendenti (STAN)                                            | —          | 5        | 5      |
|         | Unione Cristiana e Democratica - Partito Popolare Cecoslovacco (KDU-ČSL) | —          | 3        | 3      |
|         | Tradizione Responsabilità Prosperità 09 (TOP 09)                         | —          | 2        | 2      |
|         | Indipendente (IND)                                                       | —          | 1        | 1      |
| Totale  | Totale                                                                   | 1          | 16       | 17     |

### Situazione parlamentare
Al momento del giuramento dell’esecutivo, il 17 dicembre 2021:
| Camera              | Collocazione | Partiti                  | Seggi     |
| ------------------- | ------------ | ------------------------ | --------- |
| Camera dei deputati | Maggioranza  | Spolu (71), PirStan (37) | 108 / 200 |
| Camera dei deputati | Opposizione  | ANO 2011 (72), SPD (20)  | 92 / 200  |

In seguito all'uscita dei Pirati dalla coalizione di governo, il 1º ottobre 2024:
| Camera              | Collocazione | Partiti                             | Seggi     |
| ------------------- | ------------ | ----------------------------------- | --------- |
| Camera dei deputati | Maggioranza  | Spolu (71), STAN (33)               | 104 / 200 |
| Camera dei deputati | Opposizione  | ANO 2011 (72), SPD (20), PIRÁTI (4) | 96 / 200  |

## Composizione
Partito Democratico Civico (ODS)
     Sindaci e Indipendenti (STAN)
     Unione Cristiana e Democratica - Partito Popolare Cecoslovacco (KDU-ČSL)
     Partito Pirata Ceco (PIRÁTI)
     TOP 09
| Presidenza del Governo                | Presidenza del Governo                                              | Presidenza del Governo             | Presidenza del Governo                                            | Presidenza del Governo |
| Carica                                | Titolare                                                            | Titolare                           | Titolare                                                          | Partito                |
| ------------------------------------- | ------------------------------------------------------------------- | ---------------------------------- | ----------------------------------------------------------------- | ---------------------- |
| Presidente del Governo                |                                                                     |                                    | Petr Fiala                                                        | ODS                    |
| Primo Vice Presidente                 |                                                                     |                                    | Vít Rakušan                                                       | STAN                   |
| Secondo Vice Presidente               |                                                                     |                                    | Marian Jurečka                                                    | KDU-ČSL                |
| Terzo Vice Presidente                 |                                                                     |                                    | Ivan Bartoš (fino al 30 settembre 2024)                           | PIRÁTI                 |
| Terzo Vice Presidente                 |                                                                     |                                    | Vlastimil Válek (dal 30 settembre 2024)                           | TOP 09                 |
| Quarto Vice Presidente (soppresso)    |                                                                     |                                    | Vlastimil Válek (fino al 30 settembre 2024)                       | TOP 09                 |
| Ministeri                             |                                                                     |                                    |                                                                   |                        |
| Ministri                              | Ministri                                                            | Ministri                           | Ministri                                                          | Partito                |
| Interno                               |                                                                     |                                    | Vít Rakušan                                                       | STAN                   |
| Lavoro e Politiche sociali            |                                                                     |                                    | Marian Jurečka                                                    | KDU-ČSL                |
| Digitalizzazione e Sviluppo Regionale |                                                                     |                                    | Ivan Bartoš (fino al 30 settembre 2024)                           | PIRÁTI                 |
| Digitalizzazione e Sviluppo Regionale |                                                                     |                                    | Marian Jurečka (ad interim) (dal 30 settembre all’8 ottobre 2024) | KDU-ČSL                |
| Digitalizzazione e Sviluppo Regionale |                                                                     |                                    | Petr Kulhánek (dall’8 ottobre 2024)                               | STAN                   |
| Salute                                |                                                                     |                                    | Vlastimil Válek                                                   | TOP 09                 |
| Finanze                               |                                                                     |                                    | Zbyněk Stanjura                                                   | ODS                    |
| Affari esteri                         |                                                                     |                                    | Jan Lipavský                                                      | Indipendente           |
| Affari esteri                         |                                                                     |                                    | Jan Lipavský                                                      | Indipendente           |
| Giustizia                             |                                                                     |                                    | Pavel Blažek (fino al 10 giugno 2025)                             | ODS                    |
| Giustizia                             |                                                                     |                                    | Eva De Croix (dal 10 giugno 2025)                                 | ODS                    |
| Cultura                               |                                                                     |                                    | Martin Baxa                                                       | ODS                    |
| Industria e Commercio                 |                                                                     |                                    | Jozef Síkela (fino all’8 ottobre 2024)                            | STAN                   |
| Industria e Commercio                 |                                                                     |                                    | Lukáš Vlček (dall’8 ottobre 2024)                                 | STAN                   |
| Istruzione, Gioventù e Sport          |                                                                     |                                    | Petr Gazdík (fino al 30 giugno 2022)                              | STAN                   |
| Istruzione, Gioventù e Sport          | Vladimír Balaš (dal 1º luglio 2022 al 4 maggio 2023)                |                                    |                                                                   | STAN                   |
| Istruzione, Gioventù e Sport          | Mikuláš Bek (dal 4 maggio 2023)                                     |                                    |                                                                   | STAN                   |
| Agricoltura                           |                                                                     |                                    | Zdeněk Nekula                                                     | KDU-ČSL                |
| Difesa                                |                                                                     |                                    | Jana Černochová                                                   | ODS                    |
| Trasporti                             |                                                                     |                                    | Martin Kupka                                                      | ODS                    |
| Ambiente                              |                                                                     |                                    | Anna Hubáčková (fino al 1º novembre 2022)                         | KDU-ČSL                |
| Ambiente                              | Marian Jurečka (ad interim) (dal 1º novembre 2022 al 10 marzo 2023) |                                    |                                                                   | KDU-ČSL                |
| Ambiente                              | Petr Hladík (dal 10 marzo 2023)                                     |                                    |                                                                   | KDU-ČSL                |
| Scienza e Ricerca                     |                                                                     |                                    | Helena Langšádlová (fino al 5 maggio 2024)                        | TOP 09                 |
| Scienza e Ricerca                     |                                                                     | Marek Ženíšek (dal 16 maggio 2024) | TOP 09                                                            |                        |
| Affari Europei                        |                                                                     |                                    | Mikuláš Bek (fino al 4 maggio 2023)                               | STAN                   |
| Affari Europei                        | Martin Dvořák (dal 4 maggio 2023)                                   |                                    |                                                                   | STAN                   |
| Affari Legislativi (soppresso)        |                                                                     |                                    | Michal Šalomoun (fino all’11 ottobre 2024)                        | Indipendente           |